# Управљање циклусом воде
Управљање циклусом воде је мултидисциплинарни приступ који се односи на комплетно планирање, развој, оперативне и тактичке одлуке за оптимизацију циклуса воде. Најважније у управљању циклусом воде је да се осигура доступност чисте воде за одређену употребу и да се осигура сигурно испуштање пречишћене воде назад у природу. У неометаној животној средини вода је у природном циклусу и генерално је употребљива за већи део природног окружења, као што је то у свакој фази циклуса. Након људске интеракције природни циклус се поремети. Отицање падавина са урбаних пољопривредних површина сакупља неке предмете, честице и супстанце које се не могу пречишћавати из воде природним методама пречишћавања. Уз то, „употребљена вода“ из домаћинстава и индустрије може бити изузетно штетна за природу ако се њоме не управља правилно.
Управљање циклусом воде користи се у различитим гранама наука о животној средини и инжењерству, како би се задовољили људски и еколошки циљеви. Генерално, управљање циклусом воде се може поделити у шест подскупова који том проблему приступају из различитих перспектива: метеорологија, хидрологија, управљање водним ресурсима, хидро-инжењерство, заштита воде и мониторинг животне средине. У последње време се у управљању циклусом воде разматрају и политички и друштвено-економски аспекти због неједнаке дистрибуције количине и квалитета слатке воде широм света.

## Метеорологија и хидрологија
Истраживање метеорологије фокусирано је на прогнозирање времена, док се истраживање хидрологије фокусира на кретање, дистрибуцију и управљање водом. Истраживања хидрологије и метеорологије спојила се се у грану која се зове хидрометеорологија. Главни фокус хидрометеорологије је на преносу воде и енергије између копнене површине и доњег слоја атмосфере. Коришћењем математичког модела, хидролог може обрачунати специфични утицај који би киша могла да има на одређено подручје, користећи прогнозу кише од стране метеоролога. Резултати ових модела могу се користити за решавање и ублажавање ефеката падавина на управљање циклусом воде.

## Управљање водним ресурсима
Управљање водним ресурсима је подскуп управљања циклусом воде који се фокусира на коришћење ресурса слатке воде. Свежа (слатка) вода је ограничен ресурс и неједнако је дистрибуирана на глобалном и чак локалном новоу, а конзумирају је подједнако људи, индустрија, пољопривреда и природа. Успешно управљање изворима слатке воде захтева широко знање о потребама, ресурсима и капацитетима, доступној технологији, хидрометеорологији и политичким факторима. Однедавно се за интегрисање свих ових поља у један систем користи Интегрисано управљање водним ресурсима, јер ове проблеме више нису могли решавати само стручњаци за воде или министарства за воде. Уз то, неколико великих проблема узроковано је глобалним загревањем. То изазива све већу несигурност у дистрибуцији, квалитету и количини слатке воде што може проузроковати даље социо-економске проблеме. Да би се ово превазишло, управљање водним ресурсима би у будућности требало да пређе са постојећих метода „предвиђања и контроле“ на „приступ учења“.

## Хидро-инжењерство
Хидро-инжењерство је важна дисциплина која има за циљ да обезбеди чисту воду и безбедност воде, а може се применити у свим фазама циклуса воде. Хидро-инжењерство се може поделити на додатне под-групе: хидро-инжењерске конструкције, пречишћавање воде и пречишћавање отпадних вода. Хидро-инжењерске конструкције укључују изградњу, поправке и одржавање грађевина које се користе при управљању водним ресурсима. У погледу управљања циклусом воде најважнији су резервоари, бране, канализација и црпне станице. Све су то важни аспекти природне појаве воде.
У погледу управљања циклусом воде третмани поновне употребе важнији су од статичких конструкција попут брана. Пречишћавање воде је сваки поступак који се користи за уклањање загађујућих супстанци из воде и побољшање квалитета воде. Пречишћена вода се може користити као питка вода за домаћинства, за снабдевање индустрије или пољопривреде, а начин обраде зависи од сврхе крајње употребе. Такође, пречишћавање воде користи се за сигурно враћање воде у околину. Пречишћавање отпадних вода је концептуално прилично слично пречишћавању вода, али се ради о отпадним водама на које утиче људска употреба: канализацијом из домаћинстава и индустријским отпадним водама. Циљ пречишћавања отпадних вода је чишћење отпадних вода од загађујућих супстанци и стављање воде на располагање за поновну употребу у циклусу воде. Канализациона вода се третира помоћу неколико метода, укључујући хемијску обраду, употребу бактерија, биолошке процесе и методе УВ дезинфекције. Ипак, и након опсежних метода пречишћавања примећују су значајне количине опасних материја, попут фармацеутских производа, које се враћају у околину и циклус воде.

## Заштита вода
Растућа популација захтева одрживу хидросферу којом се управља. Постоји потреба за слатком водом која треба да буде задовољена, у садашњости и будућности. Велики фактор ове повећане потражње су климатске промене. Користећи политике управљања заштитом воде, земље могу осигурати доступност воде за будуће генерације, смањити потрошњу енергије, очувати слатководно станиште за локалне дивље животиње и птице селице и осигурати квалитет воде за своје становнике.
Кључне активности око очувања воде су: смањење губитка воде, употреба и губитак водних ресурса, избегавање смањења квалитета воде и побољшање пракси управљања која смањују употребу воде.

## Мониторинг животне средине
Да би се осигурало да су дисциплине управљања циклусом воде задовољавајуће и да побољшавају водни циклус, мониторинг животне средине треба да се користи за обезбеђивање информација и трендова о утицају политика које су усвојене у управљању циклусом воде на екосистеме и осетљиву биоту; на пример, надгледање утицаја смањених протока воде на мрест лососа и окрепљење.